# Elements of Life
Elements of Life è il terzo album discografico in studio del musicista e produttore discografico olandese Tiësto, pubblicato nell'aprile 2007. All'album collaborano diversi musicisti della scena dance ed elettronica mondiale. Il disco ha ricevuto una nomination ai Grammy Awards 2008 nella categoria "Best Electronic/Dance Album".

## Tracce
Edizione standard
1. Ten Seconds Before Sunrise – 7:31
2. Everything – 7:01 (testo: JES)
3. Do You Feel Me – 6:03 (testo: Julie Thompson)
4. Carpe Noctum – 7:03
5. Driving to Heaven – 4:42
6. Sweet Things – 5:42 (testo: Charlotte Martin)
7. Bright Morningstar – 8:19
8. Break My Fall – 7:14 (testo: BT)
9. In the Dark – 4:36 (testo: Christian Burns)
10. Dance4life – 5:22 (testo: Maxi Jazz)
11. Elements of Life – 8:25
12. He's a Pirate (Tiësto Remix) – 7:00

Disco 2 (nell'edizione limitata)
1. Everything (Acoustic Version) – 3:34
2. Dance4life (Fonzerelli Remix) – 7:48
3. Lethal Industry (Richard Durand Remix) – 8:41